# 大沢幸広
大沢 幸広（おおさわ ゆきひろ、1980年11月18日 - ）は、NHKのチーフアナウンサー。

## 人物
埼玉県生まれの栃木県育ち。栃木県立石橋高等学校を経て、立命館大学経済学部を卒業後、2003年（平成15年）4月に入局。

## 嗜好・挿話
- 秋田放送局では地上デジタル放送推進大使を務めた[4]。
- 「おはよう日本」の平日のキャスターを務めていた高瀬耕造の眉毛に似ている[2][注釈 1]。
- 立命館大学在学中の2001年にNHK全国大学放送コンテストに参加していた[1]。
- 山形放送局異動後は、中谷文彦に引き継いで放送部副部長を務めていた。
- 広島放送局異動後の2023年10月に、広島市内のマンションで10階から飛び降りようとした高校生の命を救ったとして、同年11月に安佐南警察署長より感謝状を贈られた[5]。

## 現在の担当番組・業務
- NHKニュースおはよう日本 リポーター（2度目）（2025年7月 - ）

## 過去の担当番組・業務
宮崎放送局時代（2003年度 - 2006年度）
- 宮崎県のニュース・中継・リポート
- いっちゃがゴールド

秋田放送局時代（2007年度 - 2010年度）
- ニュースこまち（キャスター）
- 秋田県のニュース・中継・リポート
- 秋田県地上デジタル放送推進協議会CM（厳密にはテレビCM）

※各局が輪番で制作。NHK秋田は2009年8・9月放送分を制作。
　以後順調に、秋田放送、秋田テレビ、秋田朝日放送制作分を、2か月ずつにわたって秋田県内の全局で放送した。
大阪放送局時代（2011年度 - 2013年度）
- NHKニュースおはよう関西（キャスター：2011年4月4日 - 2014年3月28日）
- 関西のニュース・中継・リポート[6]
- 関西845（不定期）
- ニューステラス関西（横尾泰輔のキャスター代行など）[7]

宇都宮放送局時代（2014年度 - 2016年度）
- とちぎ640（キャスター　2014年8月 - 2017年3月）三橋大樹との隔週交代
- ひるブラ「最高級の肌ざわり!“真岡木綿”～栃木・真岡市～」 （2016年10月19日）

東京アナウンス室時代（1度目）（2017年度 - 2019年7月）
- 首都圏ネットワーク　リポーター・ニュースリーダー（2017年4月19日 - 2018年7月20日）
- 首都圏ネットワーク（山田大樹 のキャスター代行・2017年11月14日-16日）
- ニュース・気象情報・リポート（主に関東甲信越ローカル）
- 首都圏ニュース845（2017年12月1日、2018年7月20日）
- 旬感☆ゴトーチ!「東京タワー　今年で60歳～東京 港区～」（2018年5月16日）
- あさイチ（2018年7月12日） - 「JAPA-NAVI　栃木・佐野で発見!納涼＆面白スポット」ナビゲーター
- NHKニュースおはよう日本（リポーター：2018年7月30日 - 2019年7月26日）[注釈 2]
- ニュース645（不定期）
- ニュース・気象情報（不定期）
- ラジオニュース（不定期）
- 2018年7月の平成30年7月豪雨では、岡山放送局に応援で派遣され、災害情報を中心にローカルニュースを担当した。

山形放送局時代（2019年8月 - 2023年6月）
- 山形県のニュース
- やままる845（編集責任者・不定期担当）
- NHKニュースおはようやまがた（不定期）
- 放送部副部長（2020年8月 - 2023年3月）→コンテンツセンターアナウンスグループ統括（2023年4月 - 6月）
- 山形放送局制作番組の編集責任者
- 番組統括業務（2020年8月 - 2023年6月）
- 山形ひるどきラジオ　なにしったのや〜?（編集責任者）
- やまコレ（編集責任者）
- やまがたスペシャル（編集責任者）
- 緊急報道（山形放送局発）
- やままる（編集責任者・中谷文彦、金子峻 のキャスター代行など）[注釈 3]

広島放送局時代（2023年7月 - 2025年6月）
- アナウンスグループの業務調整
- 広島県・中国地方のニュース[注釈 4]
  - お好み845
  - NHKニュースおはようちゅうごく（シフト勤務の土・日曜と代理で担当した際の平日）
  - お好みサタデー
  - お好みサンデー
  - お好みホリデー
  - ニュースちゅうごく645（県域放送縮小時）
- ひろしま コイらじ（2023年7月25日 - 2025年6月） - 日替りアナウンサー
- おはようひろしま（NHKニュースおはようちゅうごく）
  - 平日代理キャスター（2023年7月24日、8月25日、10月25日、12月11日、2024年2月26日、3月4日、8月15日、2025年3月24日）
- お好みワイドひろしま
  - 岡崎太希の代理キャスター（2023年8月7日・8月14日、2024年8月7日）

東京アナウンス室時代（2度目）（2025年7月 - ）